# غانم محمود
غانم محمود عداء عراقي تنافس في سباق 4 × 100 متر تتابع في دورة الألعاب الأولمبية الصيفية عام 1960.

## روابط خارجية
- محمود غانم على موقع الاتحاد الدولي لألعاب القوى (الإنجليزية)
- محمود غانم على موقع أوليمبيديا (الإنجليزية)